# 8. Fallschirmjäger-Division (Wehrmacht)
Die 8. Fallschirmjäger-Division war ein Großverband der Luftwaffe der deutschen Wehrmacht während des Zweiten Weltkrieges. 

## Geschichte

### Aufstellung
Die eigentlich geplante Aufstellung der Division wurde am 25. Oktober 1944 bis Dezember des gleichen Jahres verschoben. Zur Aufstellung waren die Fallschirmjäger-Regimenter 22 bis 24 vorgesehen. 
Das Fallschirmjäger-Regiment 23 wurde in Folge der 2. Fallschirmjäger-Division unterstellt und dort aufgestellt, so dass die Division letztendlich nur aus zwei Regimentern bestand. 
Das Fallschirmjäger-Regiment 22 wurde erst im März 1945 und das Fallschirmjäger-Regiment 24 einen Monat später offiziell aufgestellt. Ein Artillerie-Regiment, eine Flak-Abteilung, ein Granatwerfer-Bataillon, eine Panzerjäger-Abteilung und ein Pionier-Bataillon kam nicht zur Aufstellung. Die Aufstellung erfolgte in Köln-Wahn.

### Norddeutschland
Im Februar 1945 war die Division in der Heeresgruppe Nordwest bei der 1. Fallschirm-Armee im Kreis Ems und Weser.  

## Gliederung
- Fallschirmjäger-Regiment 22 mit drei Bataillonen
- Fallschirmjäger-Regiment 24 mit drei Bataillonen
- Fallschirm-Nachrichten-Abteilung 8 mit zwei Kompanien
- Fallschirm-Feldersatz-Bataillon 8 mit fünf Kompanien
- Kommandeur Fallschirm-Nachschubtruppe 8

## Kommandeur
Einziger Kommandeur der Division war der Generalmajor Walther Wadehn.